# Liste der denkmalgeschützten Objekte in Ottendorf an der Rittschein
Die Liste der denkmalgeschützten Objekte in Ottendorf an der Rittschein enthält die denkmalgeschützten, unbeweglichen Objekte der Gemeinde Ottendorf an der Rittschein im steirischen Bezirk Hartberg-Fürstenfeld.

## Denkmäler
| Foto |                 | Denkmal                                                       | Standort                                | Beschreibung | Metadaten |
| ---- | --------------- | ------------------------------------------------------------- | --------------------------------------- | --- | --- |
| ja   | Datei hochladen | Kath. Pfarrkirche hl. Helena HERIS-ID: 26007 Objekt-ID: 22461 | Ottendorf 246 Standort KG: Ottendorf    | Die Kirche wurde 1477 als Filialkirche der Pfarrkirche Hartmannsdorf erbaut. Bei einer Erweiterung der Kirche wurde am Fronbogen das Jahr 1587 genannt. Die Kirche wurde 1949 zur Pfarrkirche erhoben. Von 1956 bis 1957 erfolgte nach den Plänen der Architekten Franz Plentner und Anton Walter im Norden ein Neubau, wobei die alte Kirche zur Vorhalle wurde. | BDA-Hist.: Q20631644 Status: § 2a Stand der BDA-Liste: 2025-06-30 Name: Kath. Pfarrkirche hl. Helena GstNr.: 2707/1 Saint Helena Church (Ottendorf an der Rittschein) |
| ja   | Datei hochladen | Hügelgräber Groß Hard HERIS-ID: 60118 Objekt-ID: 72008        | Hardwald Standort KG: Ottendorf         | Das Feld auf einem abfallendem Bergrücken besteht aus ca. 50 Hügel, die größtenteils aus römischer Zeit stammen, allerdings ist die hallstattzeitliche Herkunft mindestens eines Hügels gesichert. Eine Ergrabung erfolgte um 1950, allerdings sind bei fast allen Hügeln Spuren von Raubgrabungen zu finden.                                                     | BDA-Hist.: Q38090244 Status: Bescheid Stand der BDA-Liste: 2025-06-30 Name: Hügelgräber Groß Hard GstNr.: 1966/8, 1966/1, 2047, 1983, 1985, 1967, 1981                |
| ja   | Datei hochladen | Ortskapelle HERIS-ID: 26008 Objekt-ID: 22462                  | Walkersdorf 24 Standort KG: Walkersdorf | | BDA-Hist.: Q37898395 Status: § 2a Stand der BDA-Liste: 2025-06-30 Name: Ortskapelle GstNr.: .101                                                                      |